# Хлевиська (Седлецький повіт)
Хлевиська (пол. Chlewiska) — село в Польщі, у гміні Котунь Седлецького повіту Мазовецького воєводства.
Населення — 78 осіб (2011).
У 1975-1998 роках село належало до Седлецького воєводства.

## Демографія
Демографічна структура станом на 31 березня 2011 року:
|          | Загалом | Допрацездатний вік | Працездатний вік | Постпрацездатний вік |
| -------- | ------- | ------------------ | ---------------- | -------------------- |
| Чоловіки | 37      | 6                  | 24               | 7                    |
| Жінки    | 41      | 6                  | 25               | 10                   |
| Разом    | 78      | 12                 | 49               | 17                   |